# Sinfonietta
Sinfonietta ist die Verkleinerungsform von Sinfonia. Der Begriff wird seit dem späten 19. Jahrhundert als Titel von Instrumentalwerken verwendet, deren Aufbau sich an der Sinfonie orientiert, die jedoch einen geringeren Umfang (weniger Sätze) besitzen, für kleinere Besetzung (häufig für Kammerorchester) oder mit bescheidenerem Anspruch komponiert wurden.
Darüber hinaus bezeichnen sich einige Orchester als Sinfonietta, darunter die London Sinfonietta, die Oslo Sinfonietta, die Bournemouth Sinfonietta, die Amsterdam Sinfonietta, die Northwest Sinfonietta (Tacoma), die Sinfonietta München, die Sinfonietta Dresden, die Tapiola Sinfonietta, die Basel Sinfonietta, die Sinfonietta Schaffhausen, die Sinfonietta Cracovia, die Sinfonietta Riga und die Holst-Sinfonietta; einige Ensembles fühlen sich insbesondere der zeitgenössischen Musik verpflichtet. Ensembles tragen diesen Namen aber auch in Abgrenzung zur Größe eines Sinfonieorchesters, zumeist hat eine Sinfonietta alle Orchesterinstrumente verfügbar, diese aber meist nur in einfacher Besetzung, so dass vor allem großbesetzte kammermusikalische Werke und Begleitaufgaben (etwa in Oratorien und Kantaten) durchgeführt werden können.

## Geschichte und Abgrenzung des Begriffs
Zu den ersten, die die Bezeichnung Sinfonietta verwendeten, gehörten Joachim Raff (Sinfonietta op.188 für zehn Blasinstrumente, 1873), Nikolai Andrejewitsch Rimski-Korsakow (Sinfonietta über russische Themen a-moll op.31, 1880–84), sowie Louis Théodore Gouvy (Sinfonietta D-Dur op.80, ca. 1886).
Ein Großteil der Sinfonietten stammt jedoch aus der ersten Hälfte des 20. Jahrhunderts, darunter die Sinfonietta (1926) von Leoš Janáček, die als bekanntestes Werk dieser Gattung gilt. Sie entstand aus einer Festfanfare für einen Kongress in Brünn und wird häufig als Ausdruck patriotischer Freude über die junge tschechoslowakische Republik interpretiert.
Einige Sinfonietten sind in Ausdehnung und Besetzung der Sinfonie durchaus vergleichbar. Dazu gehört die Sinfonietta A-Dur op.90 (1904/05) von Max Reger, deren unbeschwerter Charakter und stilistische Verwandtschaft zur Orchesterserenade ihren Titel erklären. Auch die Sinfonietta H-Dur op.5 (1912) von Erich Wolfgang Korngold erreicht das Format einer Sinfonie.
Andererseits bezeichnet man kurze Sinfonien nicht automatisch als Sinfonietta. So spiegeln etwa die Titel Kleine Sinfonie (1932) bei Hanns Eisler oder Short Symphony (1932/33) bei Aaron Copland den sinfonischen Anspruch der jeweiligen Komponisten wider.
Von der Sinfonietta abzugrenzen ist weiterhin die Anfang des 20. Jahrhunderts entstandene Kammersinfonie, die als Gattung ebenfalls zwischen Sinfonie und Kammermusik anzusiedeln ist, aber im Allgemeinen einsätzig bleibt. Wo die Kammersinfonie mehrsätzig wird, etwa in der 2. Kammersymphonie (1909/39) Arnold Schönbergs, verwischt die Grenze der Gattungen.

## Orchesterwerke mit dem Titel Sinfonietta
Eine Auswahl in alphabetischer Reihenfolge der Komponisten:
- Nikolai Aladov: Sinfonietta in C major, op. 40 (1936)
- William Alwyn: Sinfonietta (№1) for String Orchestra (1970)
- Mihail Andricu:
  - Sinfonietta №1, op. 35 (1945)
  - Sinfonietta №2, op. 40 (1946)
  - Sinfonietta №3, op. 45 (1947)
  - Sinfonietta №4, op. 73 (1953)
  - Sinfonietta №5, op. 89 (1959)
  - Sinfonietta №6, op. 100 (1962)
  - Sinfonietta №7, op. 102 (1963)
  - Sinfonietta №8, op. 108 (1966)
  - Sinfonietta №9, op. 115 (1969)
  - Sinfonietta №10, op. 117 (1970)
  - Sinfonietta №11, op. 118 "Perspective" (1971)
  - Sinfonietta №12, op. 119 "Evocări" (1971)
  - Sinfonietta №13, op. 123 (1972)
- Malcolm Arnold:
  - Sinfonietta №1 for Small Orchestra, op. 48 (1954)
  - Sinfonietta №2 for Small Orchestra, op. 65 (1958)
- Alexander Arutjunjan: Sinfonietta, for string orchestra (1966)
- Henk Badings: Sinfonietta №1, for chamber orchestra (1971)
- Maciej Bałenkowski:
  - Sinfonietta №1 „Time is ticking“ for string orchestra (2013/2014)
  - Sinfonietta №2 „Polonia“ - hommage à Wojciech Kilar for string orchestra (2017/2018)
- Stanley Bate:
  - Sinfonietta №1, op. 22 (1938)
  - Sinfonietta №2, op. 39 (1944)
- Arnold Bax: Sinfonietta (1932)
- Bekku Sadao: Sinfonietta for String Orchestra (1959)
- Howard Blake: Sinfonietta for Brass, op. 300 (1981)
- Benjamin Britten: Sinfonietta for 10 Instruments, op. 1 (1932)
- Geoffrey Bush: Sinfonietta Concertante for Cello and Orchestra (1943)
- Max Butting: Sinfonietta mit Banjo, op. 37 (1929)
- Edwin Carr: Sinfonietta (1997)
- George Whitefield Chadwick: Sinfonietta in D major (in four movements) for orchestra (1904)
- Henry Cowell: Sinfonietta, per orchestra da camera (1928)
- Etienne Crausaz:
  - Sinfonietta №1
  - Sinfonietta №2
  - Sinfonietta №3
- Marc-André Dalbavie: Sinfonietta (2004)
- Raffaele d’Alessandro: Sinfonietta pour cordes, piano oblige et timbales, op. 51 (1944)
- Václav Dobiáš: Sinfonietta (1947)
- Nikos Filaktos: Sinfonietta (1996)
- Harald Genzmer: Sinfonietta für Streichorchester, GeWV 106 (1953)
- Eugene Goossens: Sinfonietta
- Louis Théodore Gouvy: Sinfonietta in D-Dur, op. 80 (ca. 1886)
- Paul Graener: Sinfonietta, op. 27 (1910)
- Ernesto Halffter Escriche: Sinfonietta in D Major for Orchestra (1925)
- Kimmo Hakola: Sinfonietta (1999)
- Halvor Haug: Sinfonietta, for Symphony Orchestra (1983)
- Bernard Herrmann: Sinfonietta for String Orchestra (1936; rev. 1975)
- Paul Hindemith:
  - Lustige Sinfonietta, per piccola orchestra, op. 4 (1916)
  - Sinfonietta in Es (1940)
- Vagn Holmboe: Preludes for Sinfonietta (for chamber orchestra) (ca. 1995)
- Volodymyr Huba: Autumn Music (Sinfonietta №1)
- Bertold Hummel: Sinfonietta für Blasorchester, op. 39 (1970)
- Leoš Janáček: Sinfonietta, op. 60 (1926)
- José Manuel Joly Braga Santos: Sinfonietta for Strings “To Álvaro Cassuto and the Gulbenkian Orchestra”, op. 39 (1963)
- Scott Johnson: Sinfonietta
- Robert Kajanus: Sinfonietta in B-flat Major, op. 16 (1915)
- Maurice Karkoff: Sinfonietta grave
- Vítězslava Kaprálová: Military Sinfonietta, op. 11 (1937)
- Nikolai Kapustin: Sinfonietta, op. 49 (1987)
- John Kinsella: Sinfonietta: Pictures from The Odyssey (1983)
- Lev Knipper: Sinfonietta for String Orchestra (1971–72)
- Erich Wolfgang Korngold: Sinfonietta for Large Orchestra, op. 5 (1913)
- Ernst Krenek: Sinfonietta à Brasileira, op. 131 (1952)
- Rainer Kunad: Sinfonietta (1969)
- László Lajtha: Sinfonietta for String Orchestra, op. 43 (1946)
- Szymon Laks: Sinfonietta for Strings (1936)
- Gordon Langford: Sinfonietta, for brass band (1975)
- Rued Langgaard: Septet (Sinfonietta), for Wind Instruments (BVN 95) (1915)
- Lars-Erik Larsson: Sinfonietta for Strings, op. 10 (1932)
- Gennady Lyashenko: Sinfonietta in D minor
- Elizabeth Maconchy: Sinfonietta, for orchestra (1976)
- James MacMillan: Sinfonietta (1991)
- Czesław Józef Marek: Sinfonietta in D major, op. 16 (1913)
- Bohuslav Martinů:
  - Sinfonietta giocosa, per pianoforte e orchestra, H. 282 (1940)
  - Sinfonietta „La Jolla“, H. 328 (1950)
- William Mathias: Sinfonietta, op. 34 (1967)
- Johan de Meij: Sinfonietta №1 (2013)
- Ernest John Moeran: Sinfonietta for Orchestra (1944)
- José Pablo Moncayo: Sinfonietta (1945)
- Paul Müller-Zürich:
  - Sinfonietta №1, op. 66 (1963)
  - Sinfonietta №2, op. 68 (1964)
- John Musto: Sinfonietta (2015)
- Nikolai Myaskovsky:
  - Sinfonietta №1 in A Major for Small Orchestra, op. 10 (1911)
  - Diversions (Razvlyichenie), op. 32 (1929) (Sinfonietta №2 in B minor for string orchestra)
  - Sinfonietta №3 in A minor for string orchestra, op. 68 (1946)
- Boris Papandopulo: Sinfonietta for String Orchestra, op. 79
- Stephen Paulus: Manhattan Sinfonietta (1995)
- Krzysztof Penderecki: Sinfonietta for Strings (1992)
- Piotr Perkowski: Sinfonietta (1932)
- George Perle: Sinfonietta №2 (1990)
- Jaromír Podešva: Sinfonietta Festiva, for chamber orchestra (1983)
- Francis Poulenc: La Sinfonietta, FP 141 (1947)
- Sergei Prokofjew: Sinfonietta „dedicated to Nikolai Tcherepnin“ in A major, op. 5/48 (1909; rev. 1914 & 1929)
- Joachim Raff: Sinfonietta, für 10 Blasinstrumente, op. 188 (1873)
- Primož Ramovš: Sinfonietta
- Max Reger: Sinfonietta A-Dur, op. 90 (1904–05)
- Wallingford Riegger: Sinfonietta, op. 73 (1959)
- Nikolai Rimski-Korsakow: Sinfonietta über russische Themen a-moll, op. 31 (1880–84)
- Albert Roussel: Sinfonietta op. 52 (1934)
- Dane Rudhyar: Sinfonietta (1925)
- Moroi Saburō: Sinfonietta in B-flat major, op. 24 (1943)
- Kazimierz Serocki: Sinfonietta for Two String Orchestras (1956)
- Vissarion Shebalin: Sinfonietta on Russian Folk Themes, op. 43 (1949–51)
- Philip Sparke:
  - Sinfonietta №1 (1990)
  - Sinfonietta №2 (1992)
  - Sinfonietta №3 (Rheinfelden Sketches) (2002)
  - Sinfonietta №4 (Stramproy Centennial) (2009)
- Jewhen Stankowytsch: Sinfonietta in Modo Collage (1971)
- Carlos Surinach: Symphony №3, “Sinfonietta Flamenca” (1953)
- Alexandre Tansman:
  - Sinfonietta №1
  - Sinfonietta №2 (1978)
- Eduard Tubin: Sinfonietta on Estonian Motifs (1940)
- Anatol Vieru: Sinfonietta (1975)
- Heitor Villa-Lobos:
  - Sinfonietta №1 (1916)
  - Sinfonietta №2 (1947)
- Oliver Waespi:
  - Sinfonietta №1
  - Sinfonietta №2
- Johan Wagenaar: Sinfonietta in C major, op. 32 (1917)
- Mieczysław Weinberg:
  - Sinfonietta №1 in D major, sur des thèmes juifs, op. 41 (1948)
  - Sinfonietta №2 in G major for String Orchestra and Timpani, op. 74 (1960)
- John Williams: Sinfonietta for Wind Ensemble (1968)
- Dag Wirén: Sinfonietta in C-Dur op. 7a (1933–34; rev. bis ca. 1940)
- Róbert Wittinger: Sinfonietta per piccola orchestra, op. 53 (1994)
- Alexander von Zemlinsky: Sinfonietta op. 23 (1934)